# Motor Massacre
Motor Massacre è un videogioco di combattimento in automobile e a piedi in uno scenario post-apocalittico, pubblicato nel 1988 per Amiga, Amstrad CPC, Atari ST, Commodore 64 e ZX Spectrum dalla Gremlin Graphics in Europa e, come Road Raider, dalla Mindscape in America (solo Amiga, Atari e C64; quest'ultimo usa anche il titolo Road Raiders a video). La critica generalmente non lo apprezzò molto, e a volte considerò lo schema di gioco simile a quello di Techno Cop della stessa Gremlin, sebbene i due giochi abbiano la visuale del tutto diversa.

## Trama
Il mondo è stato devastato dalla guerra biologica e i sopravvissuti sono imbarbariti e affamati. Molti sono tenuti in pugno dal dott. A. Noid, che produce un sostituto del cibo, detto "Slu", che causa assuefazione e riduce le persone a mutanti che si comportano come zombi. Il protagonista, alla guida di un'auto blindata e armata detta ATV (Armored Tactical Vehicle), attraversa tre città degradate per arrivare a Noid e affrontarlo.

## Modalità di gioco
Si inizia alla guida dell'ATV per le vie in stato di abbandono della prima città. Ogni  città è un labirinto mostrato con visuale dall'alto a scorrimento in tutte le direzioni. L'auto si guida con sterzo, accelerazione e decelerazione e può sparare con l'arma che inizialmente è un cannoncino frontale. Carburante e resistenza ai danni sono limitati e l'esaurimento di uno dei due porta al game over. Per le strade si possono incontrare veicoli pirata dannosi in caso di scontro, torrette di cannone, mine, chiazze scivolose, detriti che bloccano i passaggi e in alcuni casi si possono rimuovere sparando.
In alcuni edifici è possibile entrare lasciando l'auto all'ingresso. L'azione diventa a piedi, sempre con vista dall'alto a scorrimento multidirezionale mentre si esplora il labirinto di stanze. Gli edifici sono in stato di degrado e infestati dai mutanti, che sottraggono energia vitale in caso di contatto. Il protagonista è armato di pistola e può ottenere in seguito altre armi più potenti. Anche qui possono esserci detriti eliminabili sparando e inoltre porte chiuse, apribili con le chiavi da raccogliere in giro. Altri oggetti che si possono trovare sono cibo, potenziamenti, munizioni, e un lasciapassare, fondamentale per accedere all'arena della città.
Nelle città si trovano anche alcune stazioni di servizio amichevoli, dove il cibo raccolto negli edifici viene utilizzato come moneta di scambio per acquistare riparazioni, carburante, armi, munizioni e altro equipaggiamento per l'ATV.
Per completare un livello e accedere alla città successiva è necessario entrare con il lasciapassare nell'arena, dove si svolge una specie di demolition derby. Qui si prende il controllo della Ram-Car ("auto ariete"), una vettura più piccola controllata come l'ATV, ma priva di armi, e si devono eliminare tutte le auto avversarie, speronandole o spingendole nei precipizi a seconda delle versioni.
Su Amiga e Atari è possibile salvare la partita durante le sequenze stradali, mentre su Commodore 64 c'è un sistema di password per iniziare direttamente dalla seconda o terza città.